# Stanbury
Stanbury – wieś w Anglii, w hrabstwie ceremonialnym West Yorkshire, w dystrykcie metropolitalnym Bradford. Leży 29 km na zachód od miasta Leeds i 287 km na północny zachód od Londynu.